# Hadena albomixta
Hadena albomixta là một loài bướm đêm trong họ Noctuidae.